# Wish (Nine Inch Nails)
Wish è un singolo promozionale del gruppo musicale Nine Inch Nails, pubblicato nel 1993 ed estratto dall'EP Broken.
Pur non essendo mai stato distribuito per il commercio, il brano diede una certa notorietà ai Nine Inch Nails e vinse un Grammy Awards nel 1993 nella categoria Best Metal Performance.

## Tracce
CD
1. Wish (No Bad Words Mix) - 3:37

12"
1. Wish (Remix Version by J. G. Thirlwell) - 9:08
2. Wish (EP Version) - 3:47

## Cover
La canzone è stata reinterpretata dai seguenti gruppi:
- The Dillinger Escape Plan
- Linkin Park
- Behemoth
- Beatsteaks
- Device